# 佐藤光将
佐藤 光将（さとう みつまさ、2002年9月18日 - ）は、日本の子役。身長136cm。体重25kg。血液型はA型。ホリプロ・インプルーブメント・アカデミー所属。

## 出演作品

### 映画
- ウルトラマンサーガ（2012年、松竹） - 少年時代のタイガ 役
- スーパーヒーロー大戦GP 仮面ライダー3号（2015年、東映） - ナオキ 役

### テレビドラマ
- 水戸黄門 第43部 第1話「家族おもいの武士魂」（2011年、TBS） - 逸平 役
- 孤独のグルメ Season1 第11話「文京区 根津 飲み屋さんの特辛カレーライス」（2012年、テレビ東京）
- 花の冠（2012年、テレビ朝日） - 平井桜（少年期） 役
- MONSTERS 第1話「前代未聞の痛快ミステリー始動!! ばか丁寧な刑事○○な犯人!? 巨大同族企業に潜む 完全犯罪の1日…初めての犯人はあなたです」（2012年、TBS） - 西園寺公輔（少年期） 役
- 斉藤さん²（2013年、日本テレビ）
- 東京トイボックス（2013年、テレビ東京） - 仙水伊鶴（少年期） 役
- 実録ドラマスペシャルねじれた絆赤ちゃん取り違え事件 42年の真実（2013年、フジテレビ）
- 仮面ライダーエグゼイド（2017年、テレビ朝日） - 檀黎斗（少年期） 役
- 竜の道 二つの顔の復讐者（2020年、関西テレビ・フジテレビ）

### バラエティ
- できた できた できた（2010年 - 、NHK教育テレビジョン） - 花まるダンサーズ 役
- LIFE!〜人生に捧げるコント〜（2012年、NHK BSプレミアム）
- ピラメキーノ640（2013年、テレビ東京）

### CM
- 朝日新聞・週刊マンガ世界の偉人
- ショウワノート・ワンピースわくわく新学期シリーズ